# Allan Vaché

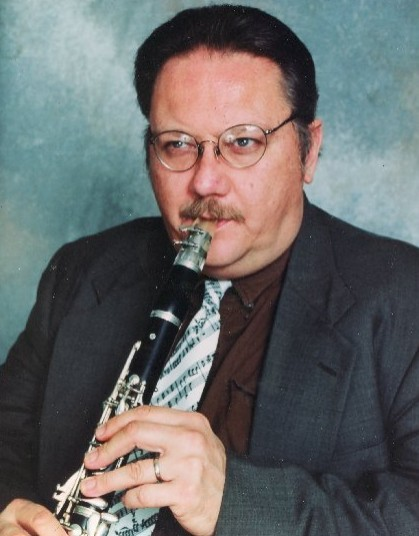
Allan Vaché

Allan R. Vaché (* 16. Dezember 1953 in Rahway, New Jersey) ist ein US-amerikanischer Jazz-Klarinettist des Mainstream Jazz und des Swing.

## Leben und Wirken
Allan Vaché ist der jüngere Bruder des Kornettisten Warren Vaché, Jr. und Sohn des Bassisten Warren Vaché Sr. Während seiner Anfangsjahre als Musiker arbeitete er in der Gegend von New York mit Bobby Hackett, Wild Bill Davison, Bob Wilber und Lionel Hampton. Nach seiner Schulzeit in Rahway von 1959 bis 1971 studierte er von 1971 bis 1975 am Jersey City State College. Außerdem hatte er in dieser Zeit Klarinetten-Unterricht bei David Dworkin vom Metropolitan Opera Orchestra und auch von Kenny Davern. 1975 wurde Allan Vaché Mitglied der Jim Cullum Jazz Band aus San Antonio, Texas, mit der er auf Tourneen ging, zahlreiche Schallplatten aufnahm und in Radiosendungen wie Riverwalk Jazz bis 1992 auftrat. Danach arbeitete er als freischaffender Musiker, trat als Solist bei Jazzpartys und zahlreichen Festivals auf.
Unter anderem trat die Band mit der Jazzoper Porgy & Bess auf, wie im Kennedy Center in Washington, D.C. und auf dem „The Cervantino Arts Festival“ in Mexiko-Stadt im Auftrag des U.S. State Departments. Im Jahr 1993 zog Allan Vaché nach Orlando, Florida, wo er in Vergnügungsparks wie Disney World, Church Street Station und Rosie O'Grady's auftrat. Seit den 1990er Jahren nahm er eine Reihe von Alben für die Plattenlabel Audiophile, Jazzology und Arbors Jazz auf, u. a. mit seinem Bruder Warren, Bob Haggart, Bucky Pizzarelli und John Bunch als Gastmusiker. 1997 nahm er mit dem Album Revisited! eine Neueinspielung der Band Bechet/Spanier Big Four in der Besetzung Klarinette, Kornett, Gitarre/Violine und Bass auf. Vaché wirkte auch auf Randy Sandkes New York-Tribut Uptown Lowdown: A Jazz Salute to the Big Apple (2000) mit. In Europa war er auch mit den Radio Kings von Martin Breinschmid zu hören.

## Diskographische Hinweise
- Jazz im Amerika Haus (Nagel-Heyer Records, 1994) mit Warren Vaché Jr.
- Allan Vaché's Florida Jazz Allstars (Nagel-Heyer, 1996) mit Bob Haggard
- Revisited! (Nagel-Heyer, 1997) mit David Jones, Bob Leary, Phil Flanigan
- Raisin´ the Roof (Nagel-Heyer, 1998) mit Jim Galloway, Howard Alden, John Bunch, Michael Moore, Jake Hanna
- The Vaché & Allred & Metz Family Jazz Band: Side by Side (Nagel-Heyer, 1998)
- With Benny In Mind (Arbors Records, 2006) mit Christian Tamburr, Vincent Corrao, John Sheridan, Phil Flanigan, Ed Metz Jr.